# Entomobrya multifasciatus
Entomobrya multifasciatus är en urinsektsart som först beskrevs av Tycho Fredrik Hugo Tullberg 1871.  Entomobrya multifasciatus ingår i släktet Entomobrya och familjen brokhoppstjärtar. Inga underarter finns listade i Catalogue of Life.